# The Bogie Man (Film)
The Bogie Man ist ein britischer Fernsehfilm aus dem Jahr 1992. Der Film basiert auf dem gleichnamigen Comic, welcher von John Wagner und Alan Grant geschrieben wurde.

## Inhalt
Der geisteskranke Schotte Francis Forbes Clunie glaubt, er sei Humphrey Bogart. Während das medizinische Personal Neujahr feiert, ist Francis aus der Anstalt geflohen. Francis kann nicht die Realität von seiner Vorstellung unterscheiden. Auf der Straße begegnet Francis Menschen in Situation, die er für Verbrechen hält. Er will die Verbrechen als Humphrey Bogart aufklären. Aber bald kommt ein echtes Verbrechen in Francis’ Quere.

## Produktion, Veröffentlichung und Reaktionen
BBC Films und BBC Scotland produzierten den Fernsehfilm unter der Regie von Charles Gormley. Das Drehbuch wurde geschrieben von Paul Pender und Produzent war Andy Park. Die Musik komponierten Elmer Bernstein und Jerry Goldsmith. Für die Kamera war Mark Littlewood verantwortlich, für den Schnitt David Harvie. In den Hauptrollen waren Robbie Coltraneals Clunie und Fiona Fullerton als Dr. Olive Branch zu sehen. Jean Anderson spielte Mrs. Napier und Craig Ferguson war Detektive Sergeant Ure.
Der Fernsehfilm wurde am 29. Dezember 1992 auf BBC2 ausgestrahlt. Der Film wurde bisher nur einmal gezeigt und nicht auf Kaufmedien veröffentlicht. John Wagner empfand den Film als große Enttäuschung. Der Drehbuchautor habe die Geschichte zu sehr umgeschrieben, sodass sie keinen Sinn mehr ergeben habe und der Humor an völlig falschen Stellen eingebaut wurde. Und auch die schauspielerische Leistung von Coltrane sei der Figur nicht gerecht geworden.